# Вулиця Вікандера і Ларсена
Вулиця Вікандера і Ларсена — одна із вулиць Одеси, знаходиться в районі Пересипу. Вулиця починається від перетину із Балтською дорогою й тягнеться перетину із вул. Локомотивною.
Вулиця є частиною так званої Жевахівської Слобідки. Первинною назвою є вулиця Жевахівська, діставши її від Жевахової гори, вздовж якої вона пролягає. Гора в свою чергу дістала назву від генерал-майора Івана Жевахова (Джавахішвілі), чий палац і тепер знаходиться в селі Міжлиманське. За радянських часів вулиця дістала назву вулиця Восьмого березня на честь Міжнародного жіночого дня. Для Одеси ця дати не має жодного значення, натомість на її честь було названо аж 6 вулиць, 9 провулків і 1 узвіз. Сучасну назву вулиця дістала 26 липня 2024 року розпорядженням Начальника Одеської ОВА, коли була перейменована на вулицю Вікандера і Ларсена, на честь засновників корково-лінолеумного заводу Яльма і Карла-Августа Вікандерів та Ларсена. У 1878 році в Одесі було відкрито перший завод з виробництва корки, відкрите шведським підприємцем Едуардом Арпсом. Згодом по складу правління увійшли підприємці Яльм і Карл-Август Вікандери, які разом із Ларсеном заснували в Одесі фірму «Вікандер і Ларсен», яка спеціалізувалася на виробництві корку. У 1910-1911 роках ними було придбано декілька гектарів землі вздовж Балтської дороги, біля підніжжя Жевахової гори, де було побудовано новий корково-лінолеумний завод, який став у 1913 році одним із найбільших виробників лінолеуму в Європі. У 1918 році Вікандер виїхав за кордон, а в 1921 році завод було захоплено більшовиками, які у 1925 році дали йому назву «Більшовик». На даний момент завод "Більшовик" знаходиться у стані руїн (визнаний банкрутом з 2004 року). Весь район знаходиться у депресивному стані.

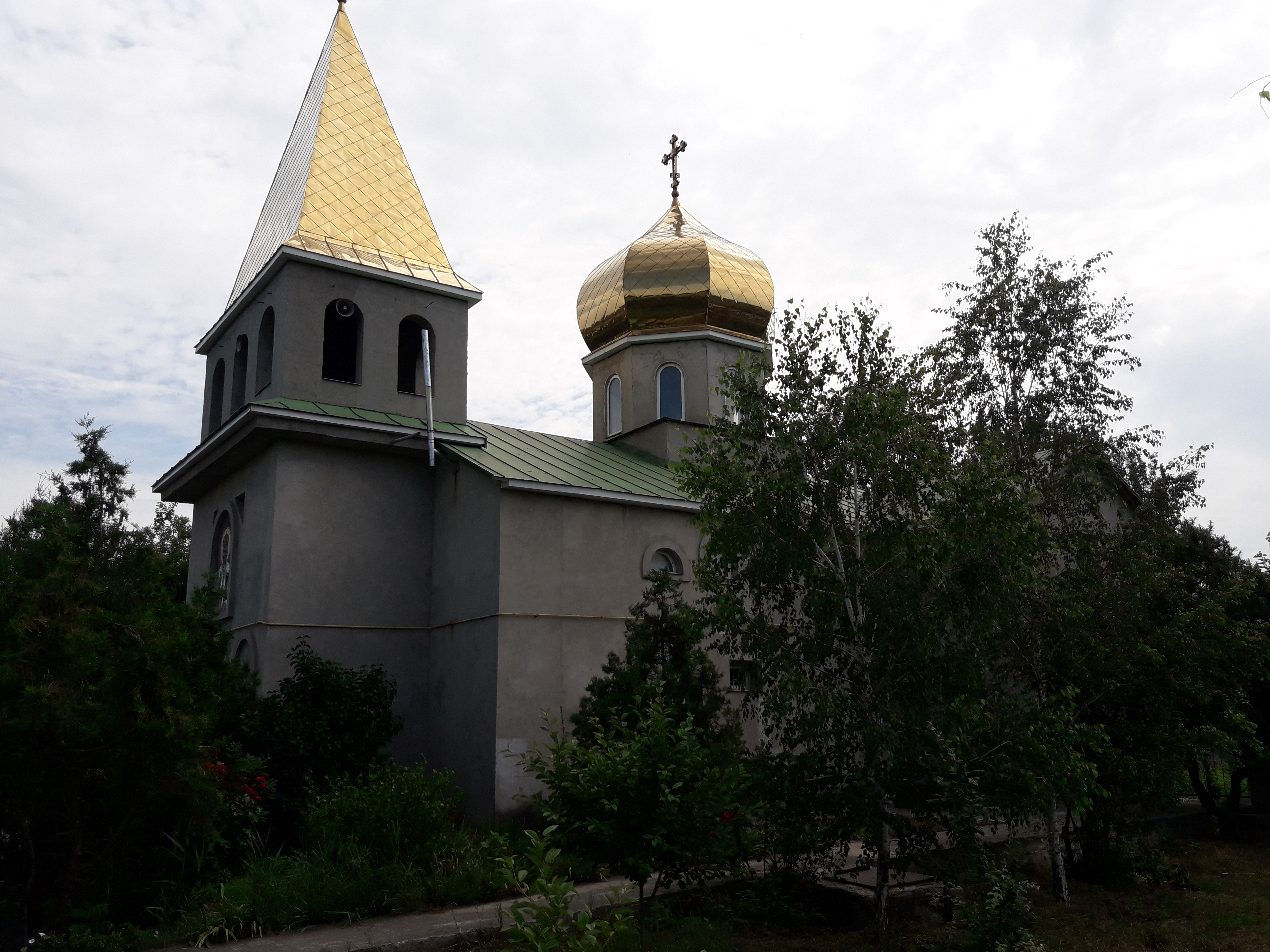
Церква святителя Миколая Чудотворця на вулиці